# 芮晓武
芮晓武（1959年5月—），男，江苏灌南人。硕士研究生学历，毕业于中国人民解放军国防科技大学 。中华人民共和国政治人物、企业家，研究员。曾任中国电子信息产业集团党组书记、董事长，中国航天科技集团副总经理，中国卫星通信集团总经理。原国家计划委员会副主任芮杏文之子。

## 生平
1981年12月加入中国共产党。1982年毕业于国防科技大学计算机专业。1985年获得航天工业部710所计算机辅助设计专业硕士。1985年7月参加工作。1996年享受“国务院政府特殊津贴”。
2011年5月至2022年9月任中国电子信息产业集团有限公司董事长、党组书记。

## 社会兼职
- 第十三届全国政协经济委员会委员
- 中国卫生信息学会副会长
- 中国卫生信息学会健康医疗大数据产业发展与信息安全专业委员会（中国健康医疗大数据产业联盟）主任委员